# シロソウメンタケ
シロソウメンタケ（白素麺茸、学名: Clavaria fragilis）はシロソウメンタケ科シロソウメンタケ属の小型のキノコ（菌類）である。食用もされるが普通で、特筆する点はない。

## 分布・生態
日本各地および北半球、南アメリカ、オーストラリアなど、世界中に広く分布する。
生活型は不明。夏から秋にかけて、広葉樹林や針葉樹林などの雑木林内の地上に多数束状、または群生する。

## 形態
子実体は、縦に細長く伸びる丸棒状またはやや扁平な棒状で、分枝せず、全体が白色。成熟して古くなる、あるいは乾くと細くなり、黄色味を帯びる。高さは3 - 12センチメートル (cm) 、幅5 - 10ミリメートル (mm) で、先端に向かって徐々に細くなって、やや屈曲する。表面はなめらかで、粘性はない。肉は白色で、かなり脆い。柄は短くてわかりづらい。
菌糸隔壁はクランプを欠く。
担子胞子は大きさ5 - 7 × 3 - 4マイクロメートル (μm) の楕円形で、顕著な嘴状の突起がつき、無色、非アミロイド性。胞子紋は白色。

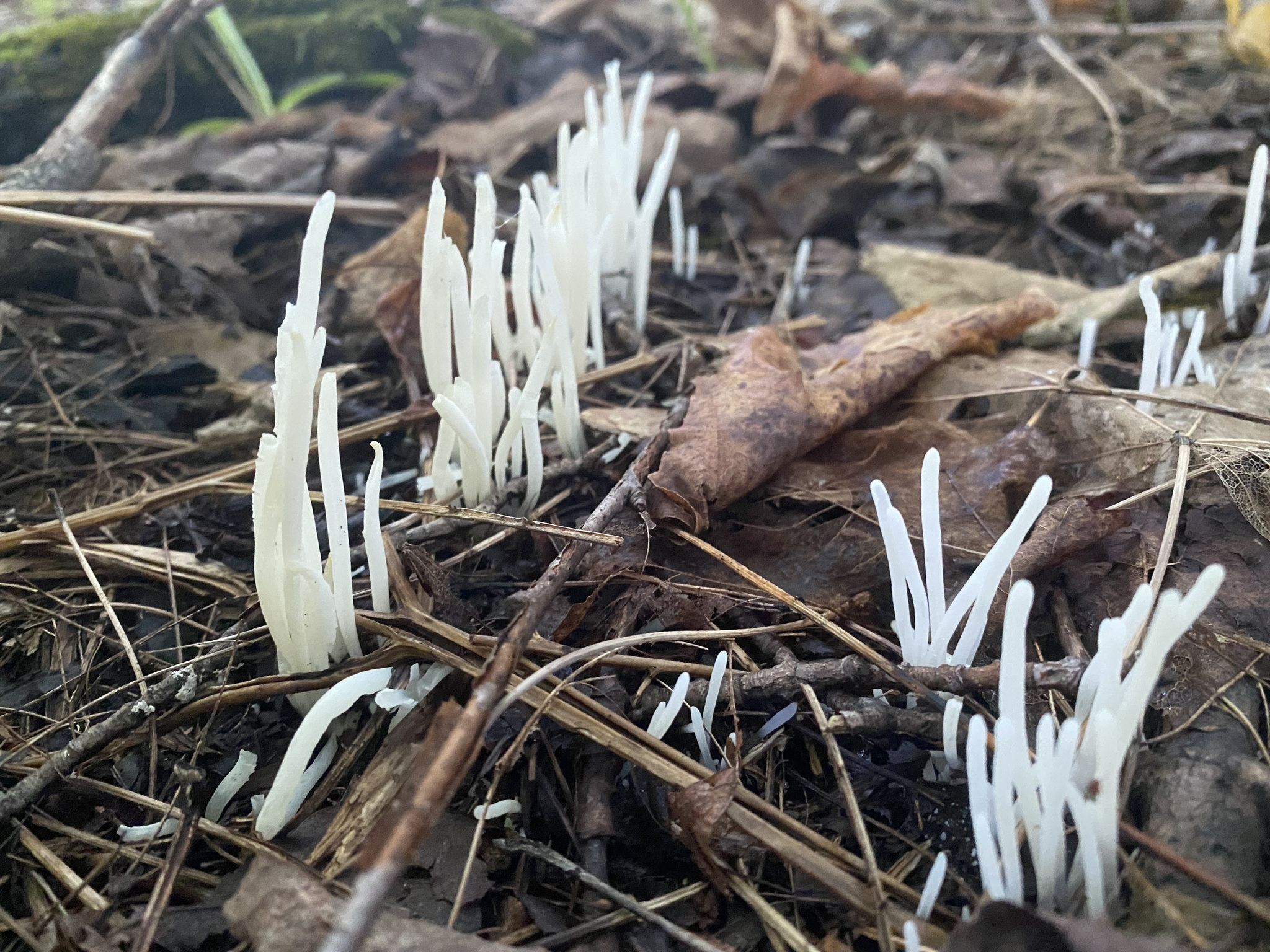
地上に群生するシロソウメンタケ
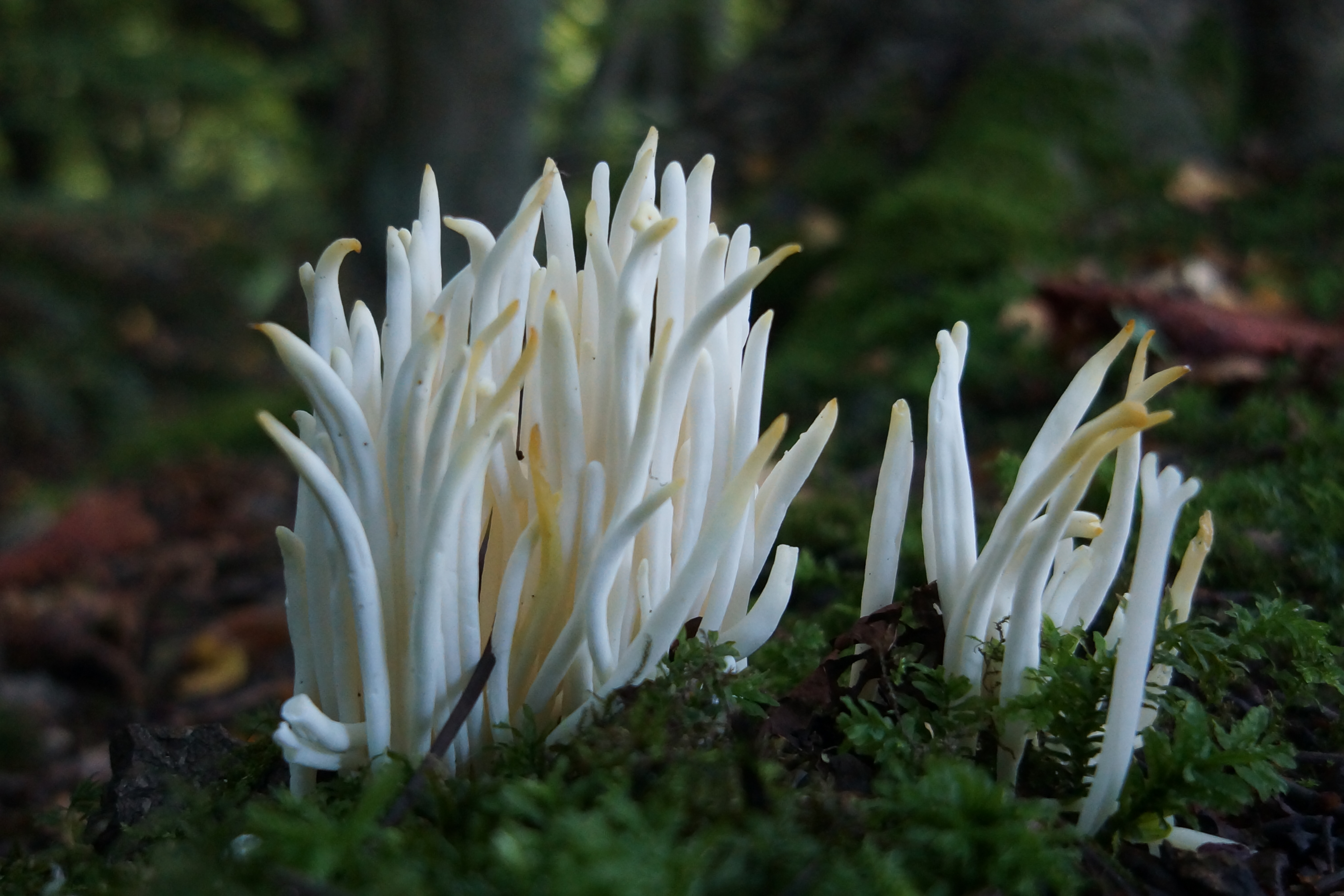
子実体は白いが、古くなると黄色味を帯びてくる

## 類似種
形がよく似ているサヤナギナタタケ（Clavaria fumosa、シロソウメンタケ科）は、子実体の色が白色ではなく、肉色がかっている。シロヤリタケ（Clavaria acuta、シロソウメンタケ科）は、見た目が本種によく似ているが、ふつう束生することはなく単生で、担子胞子がより大型であるので区別できる。

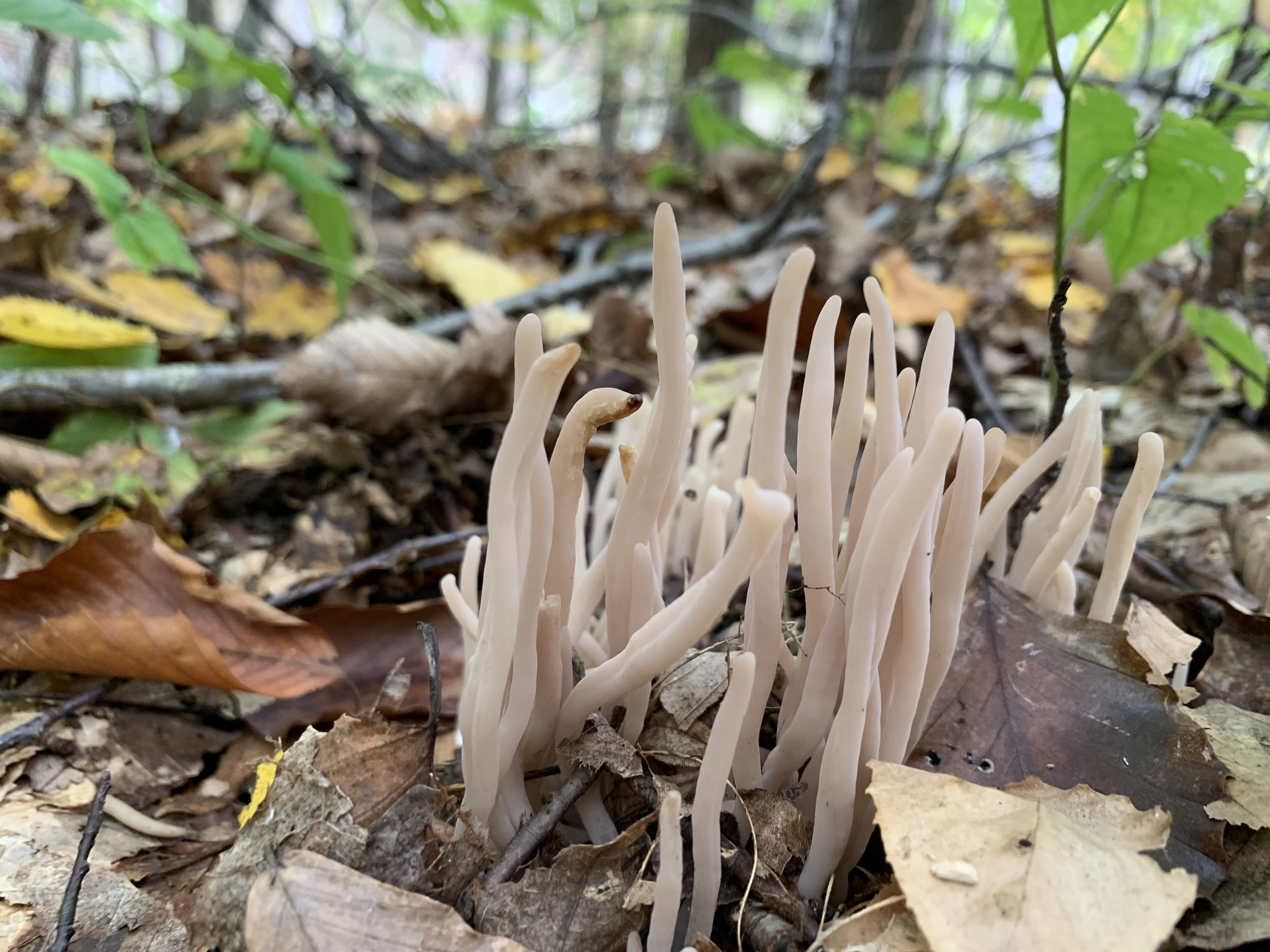
参考：サヤナギナタタケ
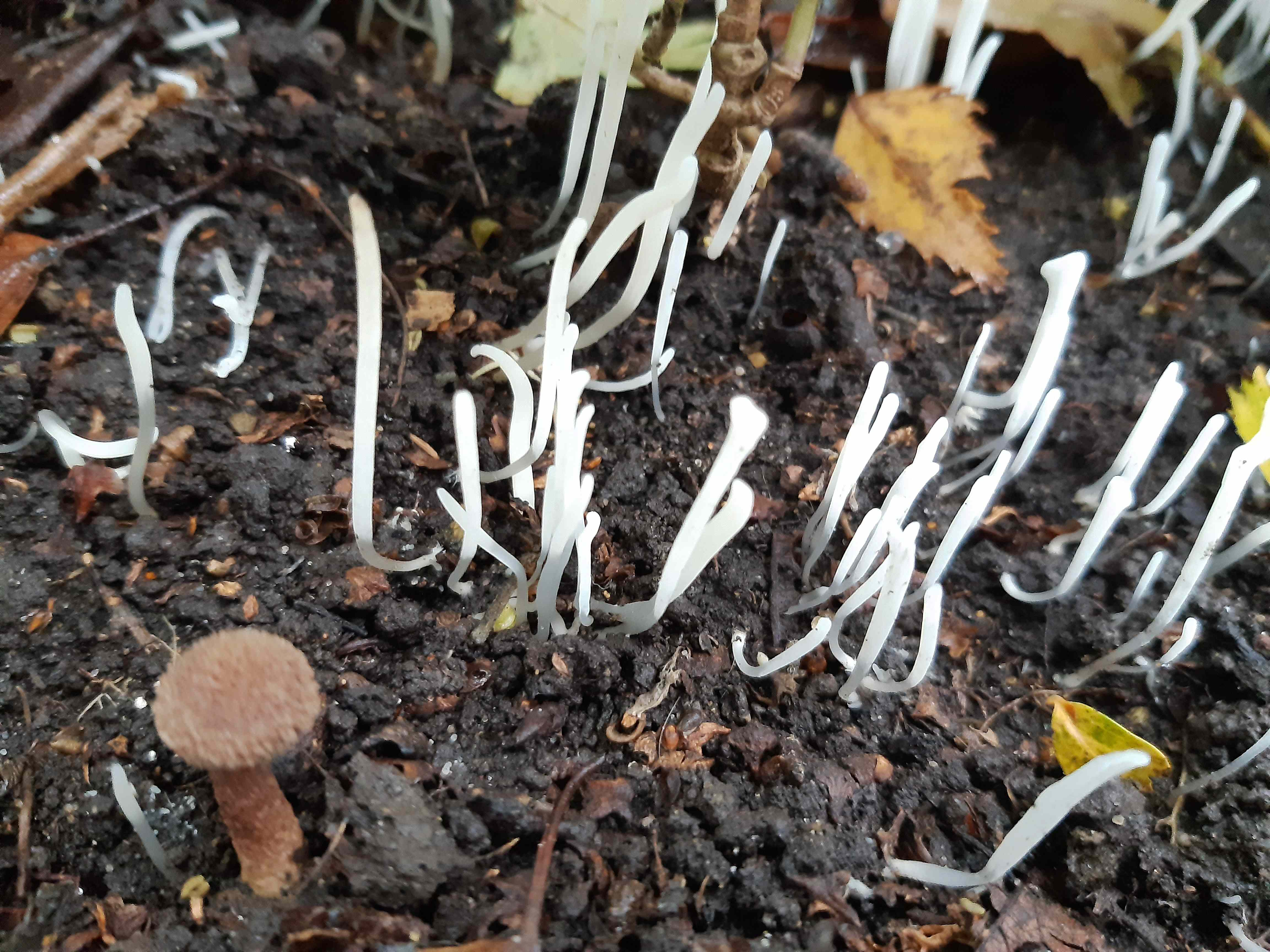
参考：シロヤリタケ